# شيم أوزديمير
شيم أوزديمير (بالتركية: Cem Özdemir)‏ هو لاعب كرة قدم تركي في مركز الوسط، ولد في 27 يوليو 1992 في سيحان في تركيا. لعب مع أضنة سبور.

## وصلات خارجية
- شيم أوزديمير على موقع اتحاد تركيا (لاعب) (الإنجليزية)
- شيم أوزديمير على موقع قاعدة بيانات كرة القدم.إي يو (الإنجليزية)
- شيم أوزديمير على موقع Soccerway.com (الإنجليزية)
- شيم أوزديمير على موقع عالم كرة القدم.نت (الإنجليزية)